# After Many Years (film 1910)
After Many Years è un cortometraggio muto del 1910. Il nome del regista non viene riportato.

## Produzione
Il film fu prodotto dalla Selig Polyscope Company.

## Distribuzione
Distribuito dalla General Film Company, il film - un cortometraggio in una bobina - uscì nelle sale cinematografiche statunitensi il 30 maggio 1910.